# Élections municipales de 1890 à Paris
Des élections municipales se sont tenues au scrutin uninominal majoritaire à deux tours, les 27 avril et 4 mai 1890, dans les 80 quartiers de Paris, afin de remplacer l'intégralité des membres du conseil municipal de la capitale de la France.
Ce scrutin, marqué par un fort taux de participation (plus de 73% des électeurs inscrits), confirme la prééminence des républicains radicaux, qui perdent toutefois leur majorité absolue, et constitue l'échec final du mouvement boulangiste.

## Mode de scrutin
Les conseillers de Paris sont élus pour une durée de trois ans, contrairement à ceux du reste de la France, élus pour une durée de quatre ans. L'élection se fait au scrutin uninominal majoritaire à deux tours dans le cadre du quartier. Chaque quartier administratif dispose ainsi d'un conseiller de Paris. Ce qui diminue le poids politique de la banlieue et des quartiers densément peuplés. Les maires et adjoints d’arrondissements sont nommés, conformément à la loi du 14 avril 1871 promulguée par le gouvernement d'Adolphe Thiers et qui prive Paris d'un maire. L’État administre directement la ville de Paris par le biais du préfet de la Seine et du préfet de Police.

## Contexte

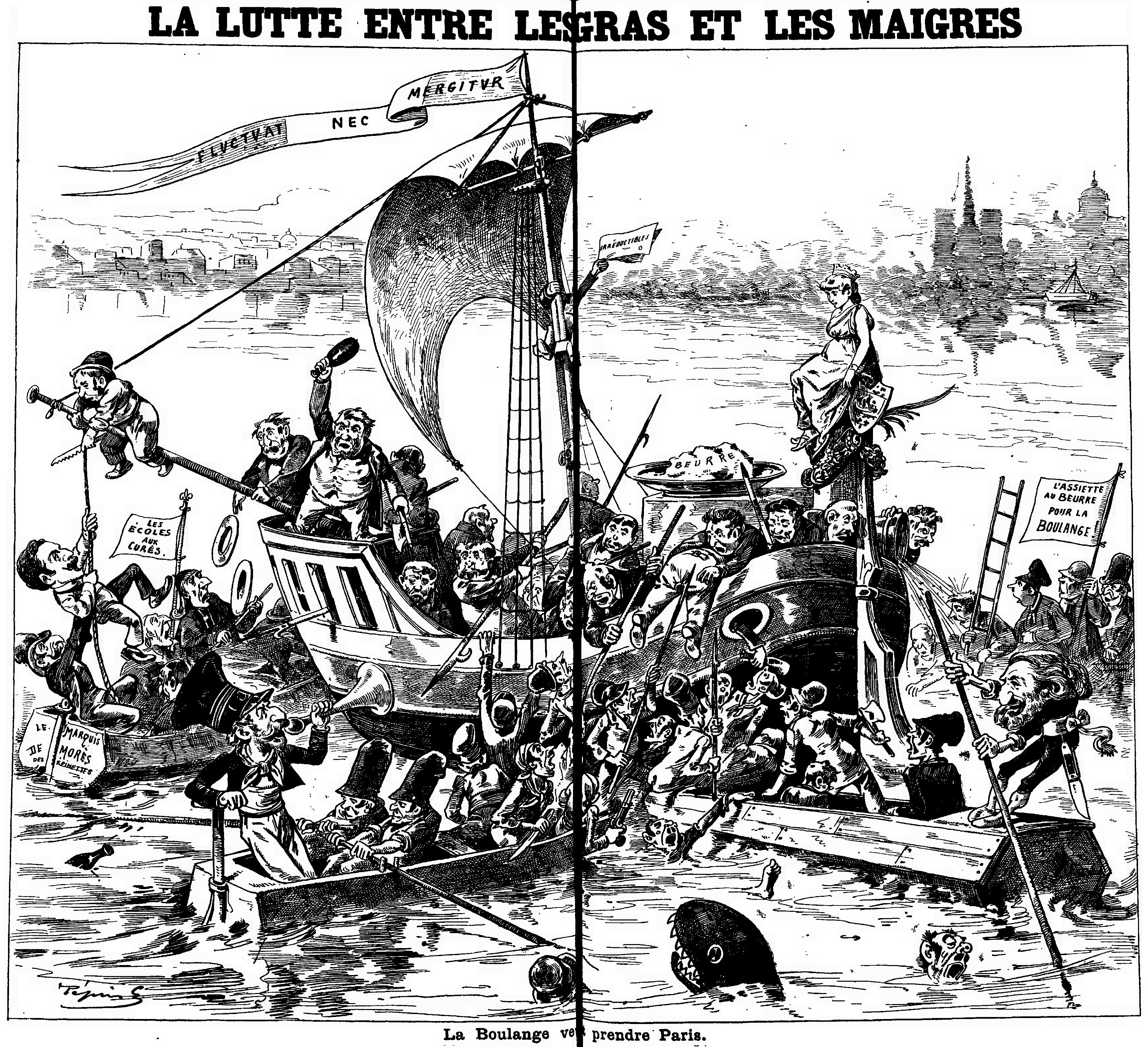
Caricature par Pépin : les boulangistes, menés par Boulanger et Naquet (au premier plan et à droite), ainsi que les cléricaux et les antisémites (avec le marquis de Morès, à gauche), tentent d'aborder la nef parisienne pour s'emparer de l'« assiette au beurre » (Le Grelot, 20 avril 1890).

En 1887, les Parisiens avaient élu des conseillers municipaux majoritairement radicaux (44 sur 80). Ces derniers étaient qualifiés d'« autonomistes » car ils étaient partisans de l'autonomie municipale de la capitale, soumise depuis 1871 à la tutelle du préfet de la Seine. Depuis le mois de décembre 1887, ils siégeaient dans deux groupes, celui de l'autonomie communale et celui des autonomistes socialistes.
Les autres élus de 1887 étaient :
- des républicains modérés (14), issus du courant « opportuniste » (11 membres du groupe républicain municipal)[6] ou de l'Union libérale (3) ;
- des élus de la droite monarchiste et cléricale, dits « conservateurs » (11), surtout issus des 7e, 8e et 9e arrondissements ;
- et des socialistes (11, dont 9 possibilistes et 2 blanquistes)[5], élus dans les quartiers populaires du Nord et du Nord-Est de la capitale[1].

Au cours de la mandature, deux conseillers municipaux, le radical Eugène de Ménorval et le conservateur bonapartiste Marius Martin, ont adhéré au boulangisme. Ce mouvement nationaliste et « révisionniste » (c'est-à-dire favorable à une révision de la Constitution prévoyant notamment l'élection du chef de l’État au suffrage universel direct), a connu des succès électoraux dans la capitale lors de la législative partielle du 27 janvier 1889, qui a vu l'élection du général Boulanger, lors des législatives de septembre-octobre 1889 (12 des 44 députés boulangistes ont été élus à Paris) et enfin lors des législatives partielles des 16 février et 2 mars 1890, qui ont permis la réélection des six députés boulangistes de Paris dont l'élection avait été invalidée.

## Campagne électorale
Les boulangistes comptent beaucoup sur les municipales à Paris de 1890 pour se relancer au moyen d'une revanche symbolique sur leur défaite nationale de l'année précédente. Sous l'influence du polémiste Henri Rochefort, l'état-major du parti décide de renouer avec le boulangisme d'extrême-gauche, très porteur à Paris, et donc de renoncer à toute alliance compromettante avec les conservateurs. C'est un mauvais choix stratégique car la campagne braque les électeurs de droite dont les boulangistes ont besoin pour le ballotage. La campagne est financée par le général lui-même grâce à sa maîtresse, Marguerite de Bonnemains, qui vient d'hériter d'une cousine entre 80 000 et 300 000 francs.
Fin octobre, le Comité républicain national avait promis aux comités boulangistes qu'ils pourraient choisir leur candidat, promesse renouvelée en janvier. Cependant, Boulanger leur indique par une lettre que ce choix devra être le bon, impliquant une validation. De plus, Paul Déroulède, souhaite prendre les pleins pouvoirs politiques sur la campagne, et obtenir vingt sièges pour ses ligueurs. Les comités boulangistes entrent alors en conflit ouvert avec les ligueurs. Le CRN publie le 21 mars un communiqué pour affirmer qu'aucune décision concernant les candidatures n'a été prise. La campagne n'a aucune unité, ni direction. Rapidement, le CRN qui a pour une fois la mainmise sur les fonds boulangistes décide unilatéralement des candidatures, et seul le comité de Montmartre se rebelle. Il existe de très nombreuses candidatures parasitaires, quinze révisionnistes indépendants proposés par Louis Andrieux, seize candidats blanquistes d'Ernest Granger, et un certain nombre de candidats boulangistes non-officiels. Dans la majorité des quartiers, il y a 3, 4, parfois 5 candidatures boulangistes. La liste officielle n'est publiée qu'entre le 13 et le 28 avril.
Pour la première fois, l'antisémitisme devient électoral puisqu'avec le soutien d'Édouard Drumont et d'Antoine de Vallombrosa, ainsi que de Maurice Barrès, 12 candidatures sont posées. Ils parviennent aussi à organiser plusieurs manifestations en ville, fortement réprimée par la police. Francis Laur, boulangiste antisémite qui a déjà fait appelle à ceux-ci pour se faire réélire en janvier, participe à la mise en avant de l'organisation de Drumont et tente une alliance officielle avec le boulangisme. Celle-ci est catégoriquement refusée par Georges Boulanger, Alfred Naquet et Déroulède. Le chef du mouvement populiste décide de traiter les antisémites en ennemis, d'abord parce que Drumont a publié dans son dernier ouvrage ce qu'il estime être des calomnies sur lui. Laur continue de soutenir les antisémites et de faire campagne sur se thème, Vallombrosa lançant le journal L'Assaut et présentant huit candidatures. Ils font face à l'opposition des boulangistes, des républicains et des conservateurs. 
Les conservateurs, organisés par un comité dirigé par Ferdinand Duval, font par conséquent campagne de leur côté, militant pour la réintégration des religieuses dans les hôpitaux publics et pour une répartition proportionnelle au nombre d'élèves des subventions entre les écoles publiques laïques et les écoles privées, majoritairement catholiques. Ils ne présentent que quatorze candidats.

## Résultats

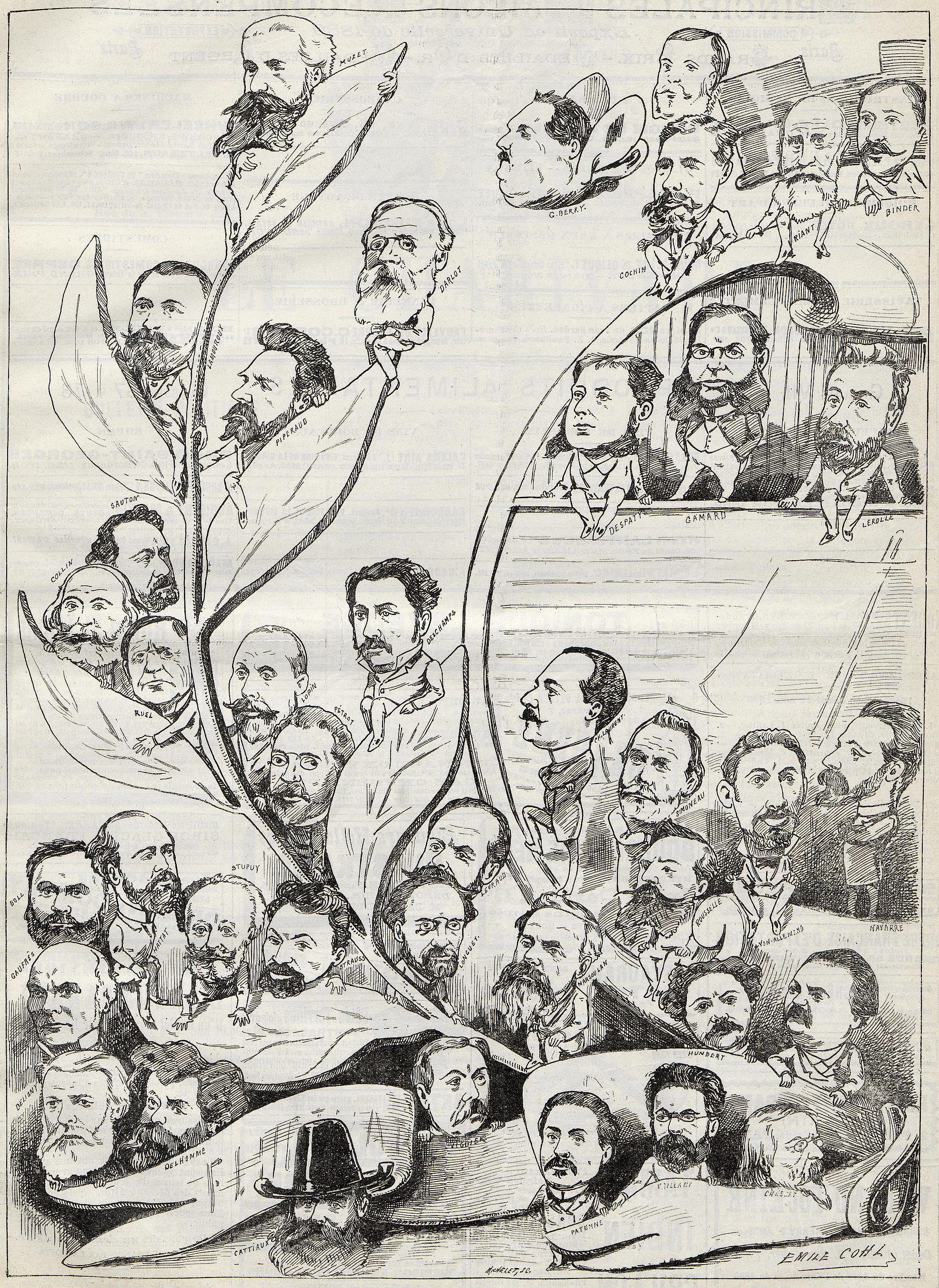
Caricatures de quelques-uns des élus par Émile Cohl (Le Charivari, 22 mai 1890)

Après un premier tour qui n'a apporté de résultat définitif que dans 21 quartiers, la discipline républicaine fonctionne plutôt bien en vue du second tour, malgré les divergences inhérentes à un mouvement républicain qui s'étend de la très modérée Union libérale, proche de certaines positions conservatrices, jusqu'au socialisme révolutionnaire. Cette discipline, ainsi que le mode de scrutin, permettent aux républicains de contrer les boulangistes, qui constituent numériquement la première force politique de la capitale (avec environ 117 000 voix au premier tour, soit 32 % des votants), mais qui ont échoué à exploiter ce potentiel par manque de discipline et à cause d'erreurs stratégiques. La déroute boulangiste est donc totale et très très loin des estimations de Boulanger, entre 42 et 45 sièges, et même de la police, 11 sièges. Les antisémites ne font que 2 764 voix, soit 0,75 % des votants, la plupart des voix provenant des candidatures de Vallombrosa et Drumont, faisant chacun environ 11 % des votants.
Après le second tour, les conseillers municipaux élus se répartissent ainsi :
- 38 radicaux autonomistes ;
- 17 républicains modérés, dont 11 opportunistes et 6 libéraux ;
- 13 conservateurs ;
- 10 socialistes, dont 8 possibilistes et 2 blanquistes ;
- 2 boulangistes[5].

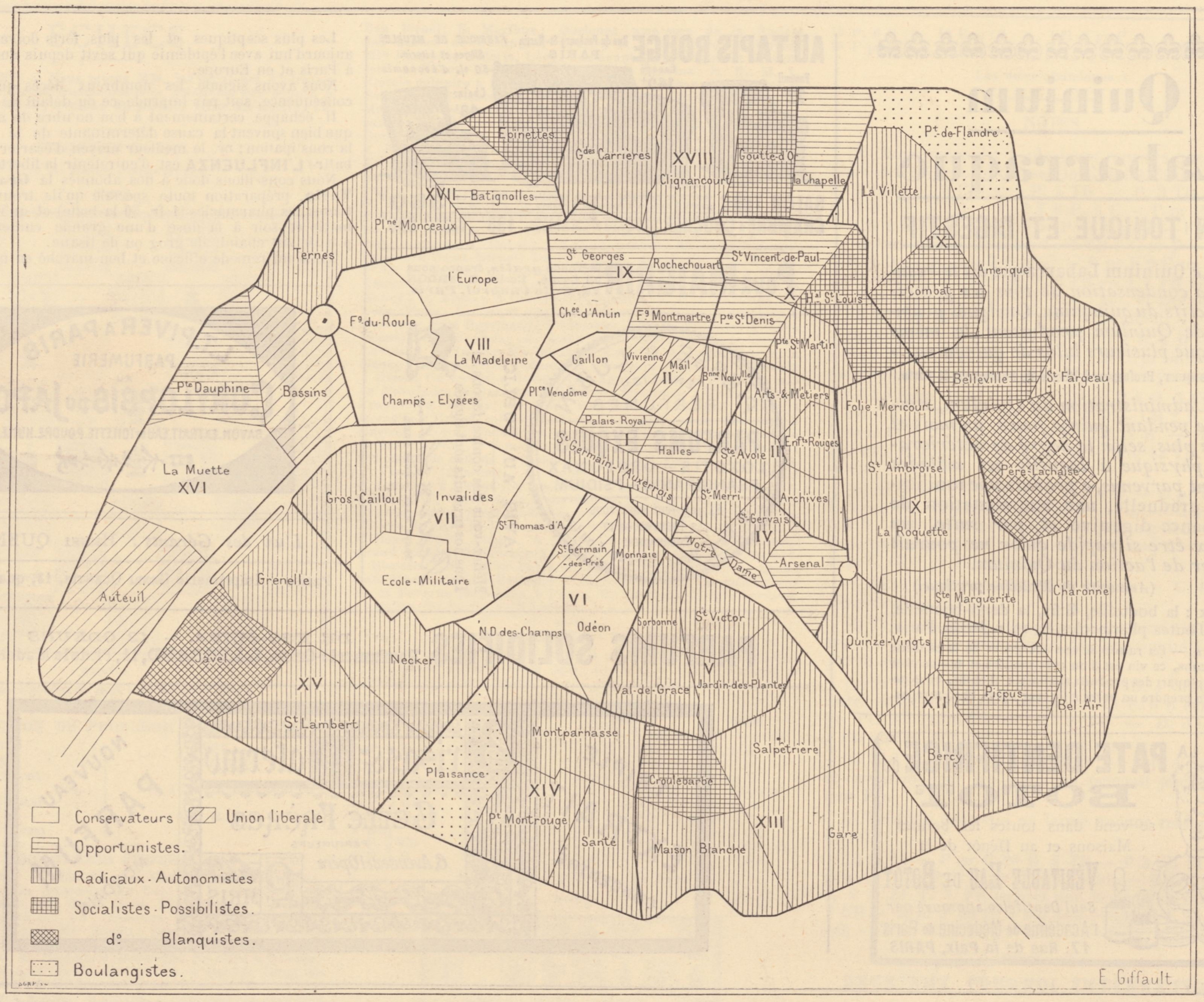
Carte des résultats dessinée par Émile Giffault (Le Monde illustré, 10 mai 1890)

Malgré le recul notable des radicaux, qui perdent leur majorité absolue, et malgré une légère progression de la droite et des libéraux, le rapport des forces politiques au sein du conseil municipal en ressort globalement inchangé. Ces résultats constituent cependant un véritable coup d'arrêt pour le mouvement boulangiste. Dès le 11 mai, le journal L'Intransigeant, boulangiste de la première heure, signe la fin du mouvement, après que Naquet et Laguerre ait quitté le général. La direction boulangiste à Paris, le CRN, se dissous le 21 mai. 
Les antisémites, plus ou moins structurés autour de la Ligue nationale anti-sémitique de France d'Édouard Drumont, ont présenté quelques candidats, mais leurs scores sont dérisoires.
Par la suite, des élections partielles ont lieu au cours de la mandature, dans le quartier du Combat (7-14 décembre 1890), dans les quartiers du Montparnasse, de la Goutte-d'Or et  du Pont-de-Flandre (15 et 22 février 1891) puis dans le quartier Gaillon (4 et 11 septembre 1892).